# Dockteater

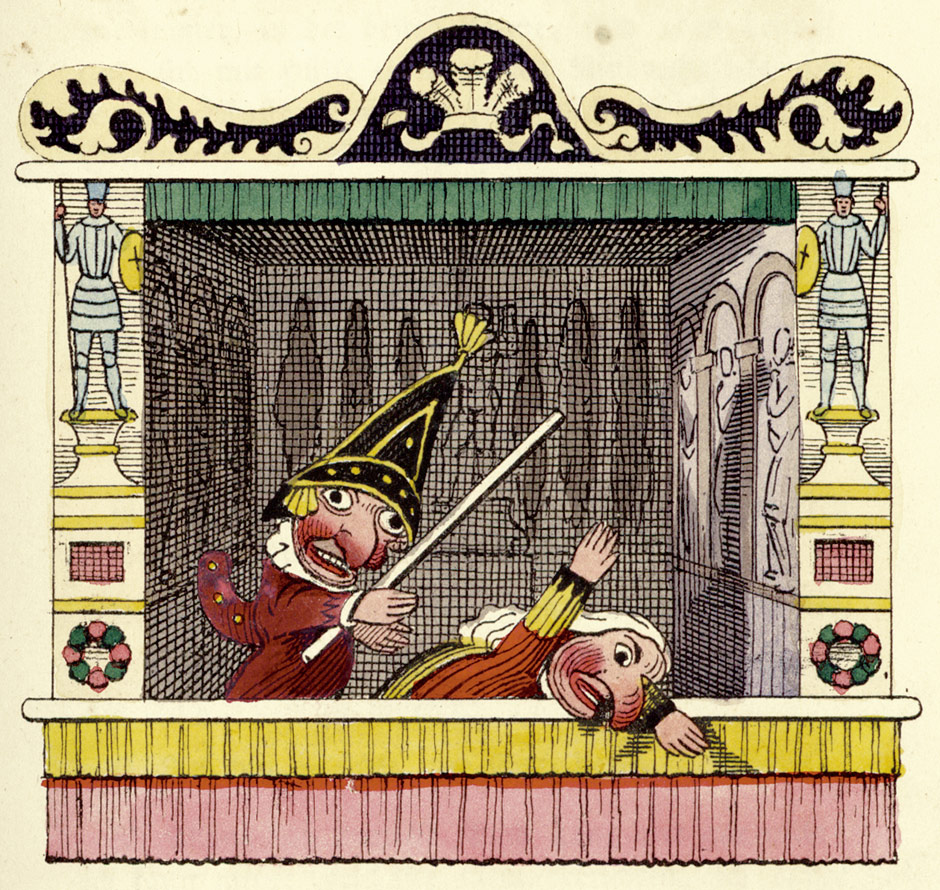
Kasperteater 1831

Dockteater är en typ teater där rollerna framställs av dockor. Dockorna kan vara handdockor (som i kasperteater), marionettdockor, stavdockor, bunrakudockor eller skuggspel.

## Typer

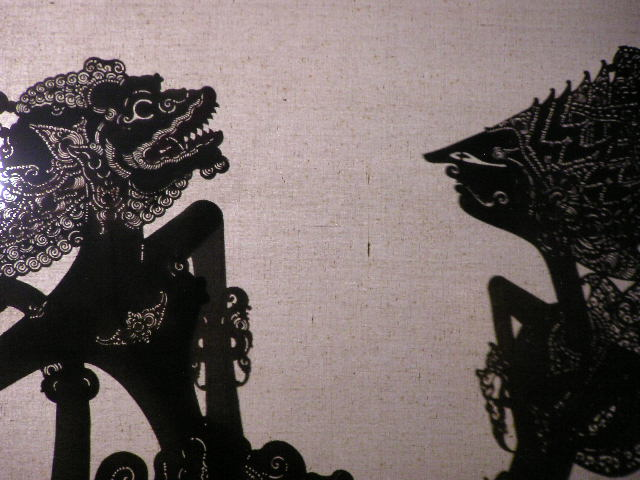
Skuggteater i Djakarta i Indonesien

Det finns olika typer av dockteater, beroende på det sätt som man får dockorna att röra sig. Marionetter rör man ovanifrån med hjälp av linor eller stavar. Stavdockor och hand- och fingerdockor rör man nedifrån med hjälp av en stång eller en hand som täcks av dockans kläder. En egen form av dockteater är skuggteater, där dockorna visas bakom en genomskinlig skärm som belyses bakifrån. Det är dockförarna som framsäger replikerna.
Dockteater finns i alla varianter, från mycket sinnrika mekanismer där upp till tre dockförare krävs för att styra en enda docka, till enkla enmansteatrar med hela teatern hängande runt halsen.

## Historik

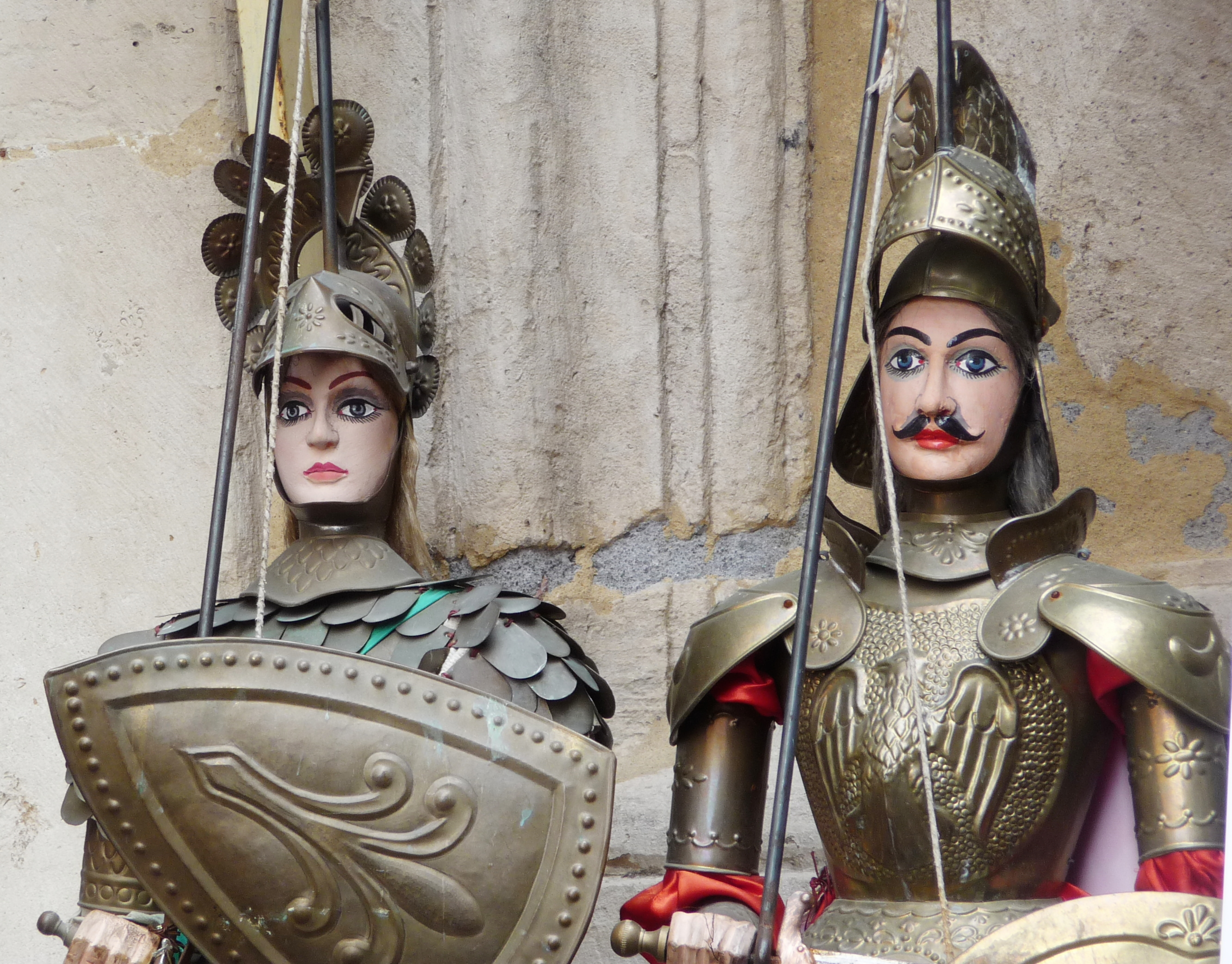
Marionetter från Opera dei Pupi, Sicilien

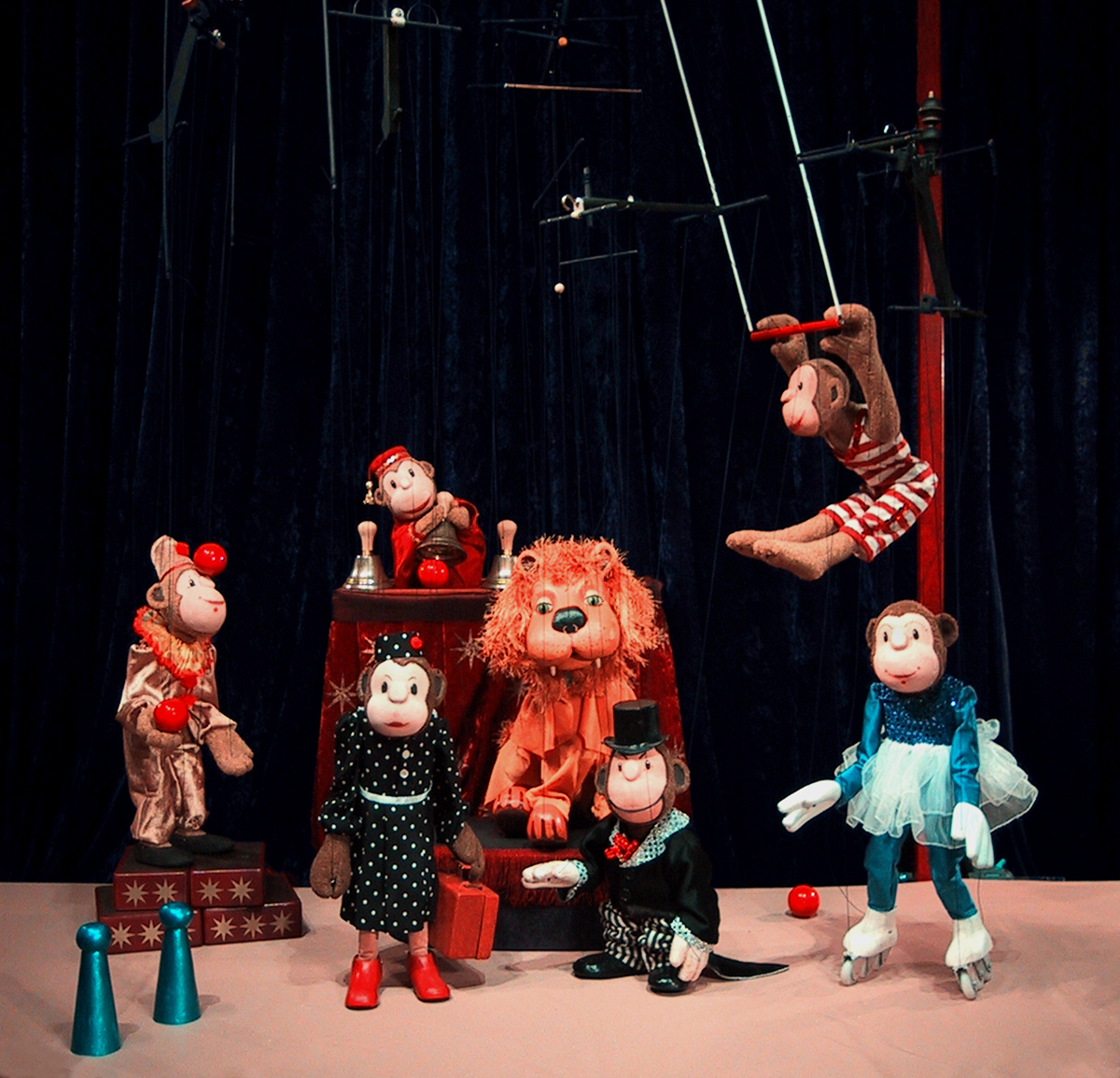
Föreställningen Apkonster av Dockteaterverkstan

Arkeologiska fynd visar att dockteater måste ha varit känt av de gamla egyptierna och etruskerna. I Grekland möter man dockteater från 400-talet f.Kr. I Japan blev det vanligt på 800-talet e.Kr. och nådde omkring 1500 en blomstring som fick många diktare att skriva texter speciellt för dockteater.
I Europa tog den katolska kyrkan tidigt dockteater i bruk som ett led i sin trosundervisning. I populär form framställdes scener ur Bibeln och helgonens liv. Den världsliga dockteatern utvecklades parallellt i Italien på 1500-talet. Som regel spelades enkla, farsartade uppträdanden med handdockor, improviserade över fasta handlingsscheman hämtade från commedia dell'arte. Denna folkliga teaterform spelades av kringresande dockförare, där yrket gick i arv från far till son. De fasta typfigurerna i commedia dell'arte fick sina dockversioner, som har levt vidare i många länder: Punch and Judy i Storbritannien, Hanswurst och Kasperl i Tyskland, Guignol i Frankrike, Mester Jakel på Dyrehavsbakken i Köpenhamn och Petrusjka i Ryssland.
En mer förfinad form av dockteater visades vid furstehoven. Frankrike fick fasta dockteaterscener från slutet av 1500-talet, en av dem i Palais-Royal. Från mitten av 1800-talet fick särskilt marionetteatern ett kraftigt uppsving i Centraleuropa och Storbritannien, och konkurrerade på flera platser med skådespelarteatern; tillbakagången kom först med filmen. Den kända sicilianska dockteatern Opera dei Pupi är fortfarande verksam, och framställer med en meter höga marionettfigurer historiskt stoff från öns folkliga tradition.

### Dockteater i modern tid
I början av 1900-talet väckte dockteatern intresse hos dramatiker, scenografer och teaterteoretiker, som ett element i förnyelsen av den traditionella teatern. Bland dessa fanns Maurice Maeterlinck, Konstantin Stanislavskij, Gaston Baty och Edward Gordon Craig, som i sina teorier om idealteatern ville ersätta den levande skådespelaren med marionetter. Östeuropa har en levande dockteatertradition; bland de viktigaste regissörerna kan nämnas Sergej Obrastsov i Moskva och tjecken Karel Hlavatý.
Det finns en internationell figurteaterorganisation, UNIMA (Union Internationale de la Marionette).